# Obrium glabrum
Obrium glabrum är en skalbaggsart som beskrevs av Knull 1937. Obrium glabrum ingår i släktet Obrium och familjen långhorningar. Inga underarter finns listade i Catalogue of Life.